# Vladislao Cap
Vladislao Wenceslao Cap (Avellaneda, 1934. július 5. – Buenos Aires, 1982. szeptember 11.) lengyel–magyar származású argentin válogatott labdarúgó, edző.
Az argentin válogatott tagjaként részt vett az 1959-es argentin Dél-amerikai bajnokságon, illetve az 1962-es világbajnokságon.
Az 1974-es világbajnokságon szövetségi kapitányként irányította a nemzeti csapatot.

## Sikerei, díjai

### Játékosként
Racing Club
- Argentin bajnok (2): 1958, 1961

Argentína
- Dél-amerikai bajnok (1): 1959

### Edzőként
Independiente
- Argentin bajnok (1): 1971 Metropolitano